# Prokopská jeskyně

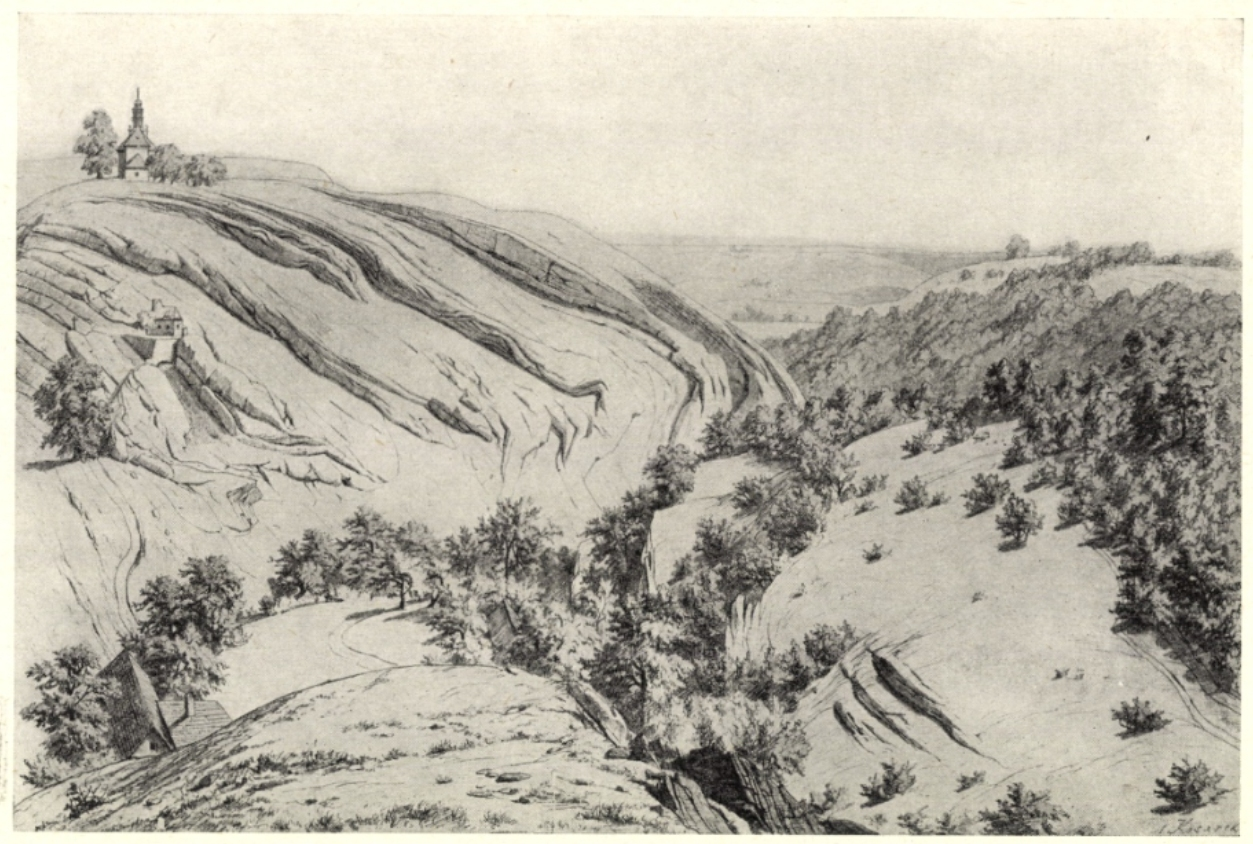
Propopské údolí s kostelíkem a poustevnou (tužka), Adolf Kosárek, 1857

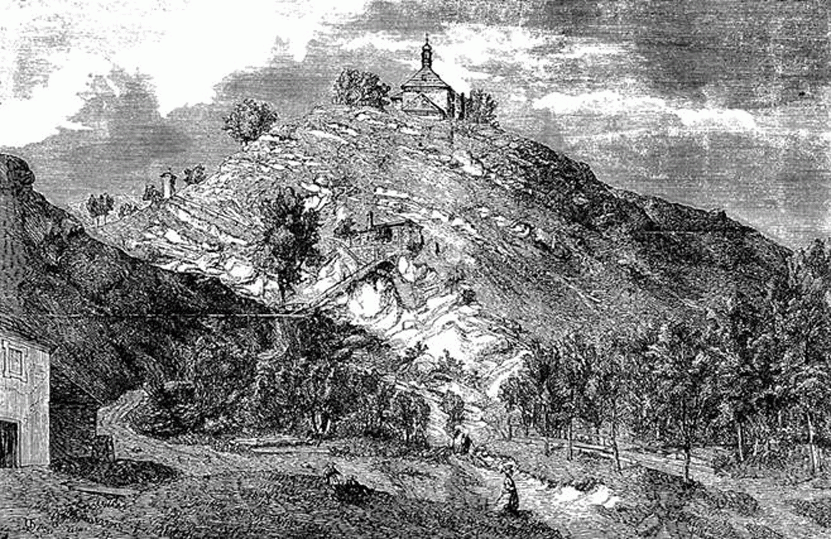
Malý domek ve skále (pod kostelíkem) je poustevna zakrývající vchod do Prokopské jeskyně (70. léta 19. století)

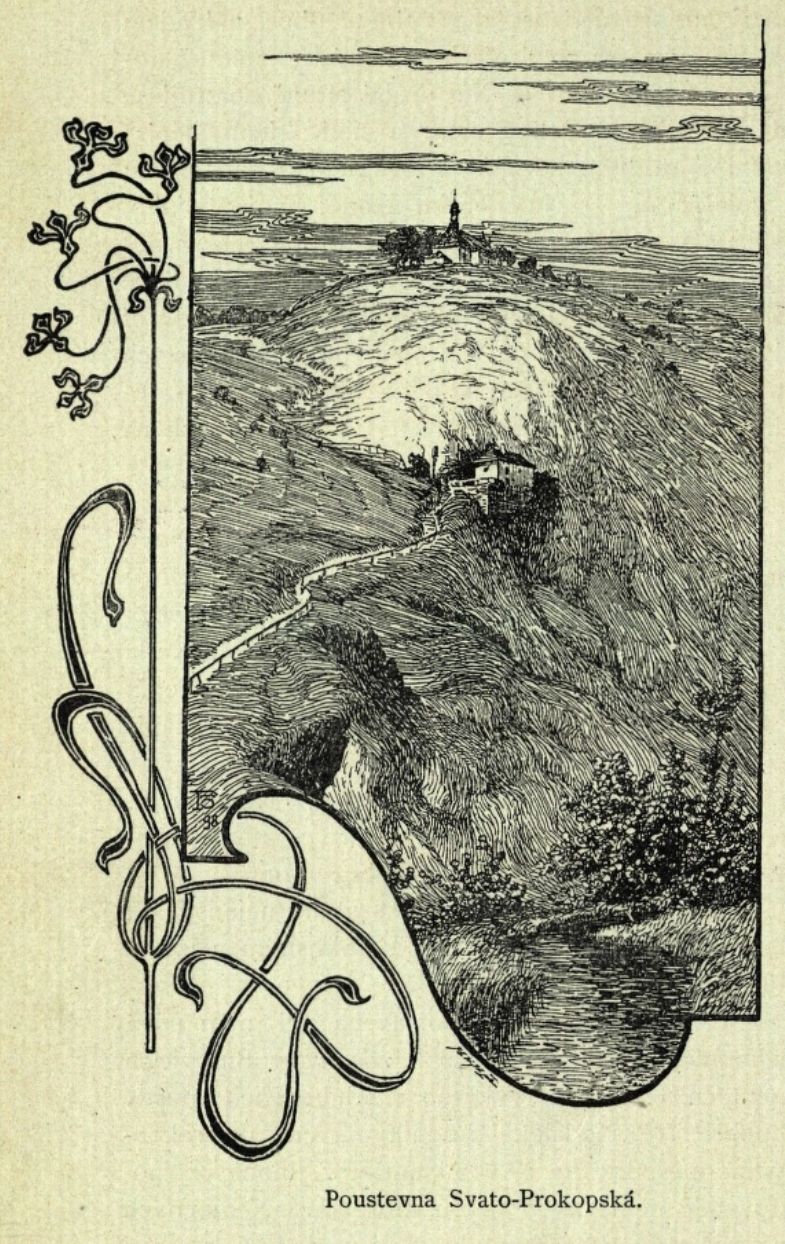
Poustevna Svato-Prokopská v Prokopském údolí v Praze. Oskar Fiala, před rokem 1887

Prokopská jeskyně neboli Jeskyně svatého Prokopa, někdy označovaná jako Svatoprokopská jeskyně případně též Dalejská jeskyně se nacházela v katastru pražských Jinonic (v Dalejích jižně od Jinonic) zhruba uprostřed svahu tvořeného strmým skalním vápencovým masivem pod dnes již neexistujícím poutním kostelem svatého Prokopa. Její přesnější umístění bylo zaznamenáno již v roce 1729 na mapě M. A. Wogta. S rozšiřováním a intenzifikací těžby kvalitního vápence v bývalém Prokopském lomu byl skalní masiv s touto dlouhou jeskyní v letech 1887 až 1888 odtěžen a jeskyně svatého Prokopa (spolu s příbytkem poustevníka u jejího vchodu) definitivně zanikla. Podle některých starších popisů se Svatoprokopská jeskyně nacházela mezi obcemi Klukovice a Hlubočepy, nedaleko Dalejského mlýna. Dnes (rok 2022) by se jeskyně nalézala někde v teritoriu veřejnosti nepřístupného Vojenského objektu v Prokopském údolí.

## Podrobněji
Jednalo se o jednu z nejvýznamnějších jeskyní, které se nacházely (v počtu kolem 30) v Prokopském údolí. Navíc udávanou délkou kolem 120 metrů. patřila mezi jednu z největších v Čechách. K nejznámějším se řadila i na území hlavního města Prahy a navíc byla opředena legendami souvisejícími s životem svatého Prokopa, který údajně v této jeskyni měl svůj poustevnický život zahájit (a rovněž i skončit) než odešel do Posázaví.

### Svatý Prokop
Když se svatý Prokop rozhodl pro poustevnický život (po vyvraždění Slavníkovců a zřejmě i po jeho období stráveném též v benediktinském Břevnovském klášteře) pobýval (podle nepodložené legendy) nějaký čas v této jeskyni. Zde prý svatý Prokop sepsal evangeliář, který se údajně dostal do Francie, kde na něj skládali přísahu francouzští králové. Posléze se svatý Prokop přesunul do Posázaví, kde praktikoval asketický život a pracoval – mýtil les a obdělával takto získanou půdu. Tady sídlil v jeskyni na svahu Sázavy. Kolem jeho poustevny vznikla malá mnišská osada jeho následovníků a na jejím místě (roku 1032) pak Sázavský klášter, ve kterém se svatý Prokop stal opatem.

### Popis vnitřku jeskyně
Jeskyni svatého Prokopa tvořila hluboká (120 metrů dlouhá) horizontálně uložená, dvakrát esovitě zahnutá chodba orientovaná jihozápadním směrem. Její rozměry byly mnohde až 8 metrů na šířku, výška kolísala od 2 do 3 metrů a jeskyně disponovala mnoha nepravidelnými zúženími a rozšířeními. V jeskyni se nacházel i podzemní pramen pitné vody. 
Do jeskyně se vstupovalo relativně pohodlně a prvním orientačním bodem byl průlom – 9 metrů vysoká a 7,5 metru široká tzv. „Čertova síň“ osvětlovaná denním světlem pronikajícím sem shora skalní trhlinou. Podle pověsti právě tímto otvorem vylétli čerti, které svatý Prokop zažehnal. Schůdky zde nedaleko umístěné vedly dále do nitra jeskyně, jejíž dno bylo šikmé, nepravidelně zvlněné s klesající tendencí. Následovalo místo zvané „U strouhy“ kde se po levé straně jeskyně nacházela místy až 1 metr hluboká „Čertova strouha“. Dále se jeskyně postupně zužovala až přešla do profilu jakéhosi kostrbatého otvoru, po jehož straně byl příkře spadající průlom zvaný „U čertovy hlavy“. Vedle této „Čertovy hlavy“ se nacházely tři důlky, které tady podle báje zanechal čert svými drápy. (Odsud už to bylo celkem blízko k místu pobytu svatého Prokopa.) Z rozšířeného prostoru se asi 1 metr vysokým otvorem vstupovalo do malého, úzkého sklepení („Postel svatého Prokopa“). Zde údajně pobýval v době modliteb a půstu svatý Prokop. Tady se nacházel balvan připomínající svým tvarem postavu svatého Prokopa v poustevnickém oblečení klečícího pod křížem.
Zachovaný popis vnitřku jeskyně z doby kolem roku 1830 líčí dostatečně plasticky její vnitřek:
Vystoupíte několik schodů do tmavého otvoru, který je tak těsný, že se toliko jediná osoba může s námahou protáhnout. Hluboká tma panuje všude. Je slyšet zvuk vody protékající v hlubině, a pak dojdete k vlastní jeskyni. V ní je k vidění kamenný krucifix a hladký kámen, ležící na zemi, s otiskem lidské postavy, o němž se říká, že světec jej užíval jako lůžka a otiskl do něj podobu svého těla.
 , O Prokopské jeskyni (popis; kolem roku 1830), 

### Paleontologické nálezy
Z paleontologického hlediska byla jeskyně svatého Prokopa významná i bohatými nálezy fosilních pozůstatků koster vyhynulé zvířeny. V Prokopské jeskyni byly dokonce nalezeny kosti některých prehistorických zvířat (jeskynní medvěd, mamut, srstnatý nosorožec). Mezi cenné nálezy z této lokality patřila také lebka předvěkého člověka – Homo sapiens (sapiens) fossillis.

### Prokopská poustevna
Nedaleko od vchodu do Prokopské jeskyně (na strmé skále pod poutním kostelem svatého Prokopa) byla v roce 1715 vystavěna poustevna. K poustevně vedly schůdky přímo vytesané ve skále. Ještě v roce 1715 se v poustevně usídlil i první poustevník, bratr Jakub Pozňanský. V roce 1724 tu poustevničil Kryštof Meixner a od roku 1736 pak obývali příbytek poustevníků Jan Pratsch a s ním Václav Bruck. Nařízením císaře Josefa II. byla poustevna po roce 1780 zrušena. Ještě několik následujících desetiletí byl ale poustevnický příbytek obydlen.

### Socha svatého Prokopa
V akátovém háji při cestě od poutního kostela svatého Prokopa severovýchodním směrem k Dívčím hradům stávala od roku 1753 socha svatého Prokopa, kterou nechal postavit farář Aleš (podle nápisu R.P.B. Alesch P.E.) a v roce 1855 ji nechal obnovit Prokop Ratzenbeg mladší. Socha se nedochovala, již ve 30. letech 20. století zbyl po soše jen podstavec.

### Dřevěný kříž
V sousedství kostela stával kříž. Po odstřelu skály se kříž i kostel ocitly na okraji srázu Prokospkého lomu. Poté, co byl kostel stržen, zmizel i kříž. Při příležitosti 950. výročí úmrtí svatého Prokopa byl (v roce 2003) na zbylé skále (jihovýchodně od původního umístění) vztyčen pamětní dřevěný kříž.